# Sum(me:r)
Sum(me:r) – dziewiąty minialbum południowokoreańskiej grupy Pentagon, wydany 17 lipca 2019 roku przez Cube Entertainment. Płytę promował singiel „Humph!”.
Yan An nie brał udziału w promocji albumu ze względów zdrowotnych.

## Lista utworów
| CD | CD                              | CD                                                                  | CD                                                                           | CD                             | CD      |
| Nr | Tytuł utworu                    | Tekst                                                               | Kompozycja                                                                   | Aranżacja                      | Długość |
| -- | ------------------------------- | ------------------------------------------------------------------- | ---------------------------------------------------------------------------- | ------------------------------ | ------- |
| 1. | „Humph!” (kor. 접근금지)        | Hui, Giriboy, Wooseok                                               | Giriboy, Hui                                                                 | Giriboy                        | 3:12    |
| 2. | „Fantasystic” (kor. 판타지스틱) | Hui, Wooseok                                                        | Giriboy, Minit, Hui                                                          | Giriboy, Minit                 | 3:13    |
| 3. | „Summer!”                       | Jinho, Wooseok                                                      | Yuto, Albin Nordqvist, Andreas Öberg                                         | Albin Nordqvist, Andreas Öberg | 3:07    |
| 4. | „Round 2” (Bonus track)         | Jinho, Hui, Hongseok, Shinwon, Yeo One, Yan An, Yuto, Kino, Wooseok | Jinho, Hui, Hongseok, Shinwon, Yeo One, Yan An, Yuto, Kino, Wooseok, MosPick | MosPick                        | 3:14    |

## Notowania
| Lista                        | Pozycja |
| ---------------------------- | ------- |
| South Korean Albums (Circle) | 4       |
| Japanese Albums (Oricon)     | 49      |
| US World Albums (Billboard)  | 12      |

## Sprzedaż
| Kraj             | Sprzedaż |
| ---------------- | -------- |
| Korea Południowa | 35 881+  |
| Japonia          | 1130+    |